# Mammillaria tetrancistra
Mammillaria tetrancistra (укр. Мамілярія чотирьохгачкова, мамілярія тетранцистра) — сукулентна рослина з роду мамілярія (Mammillaria) родини кактусових (Cactaceae).

## Історія

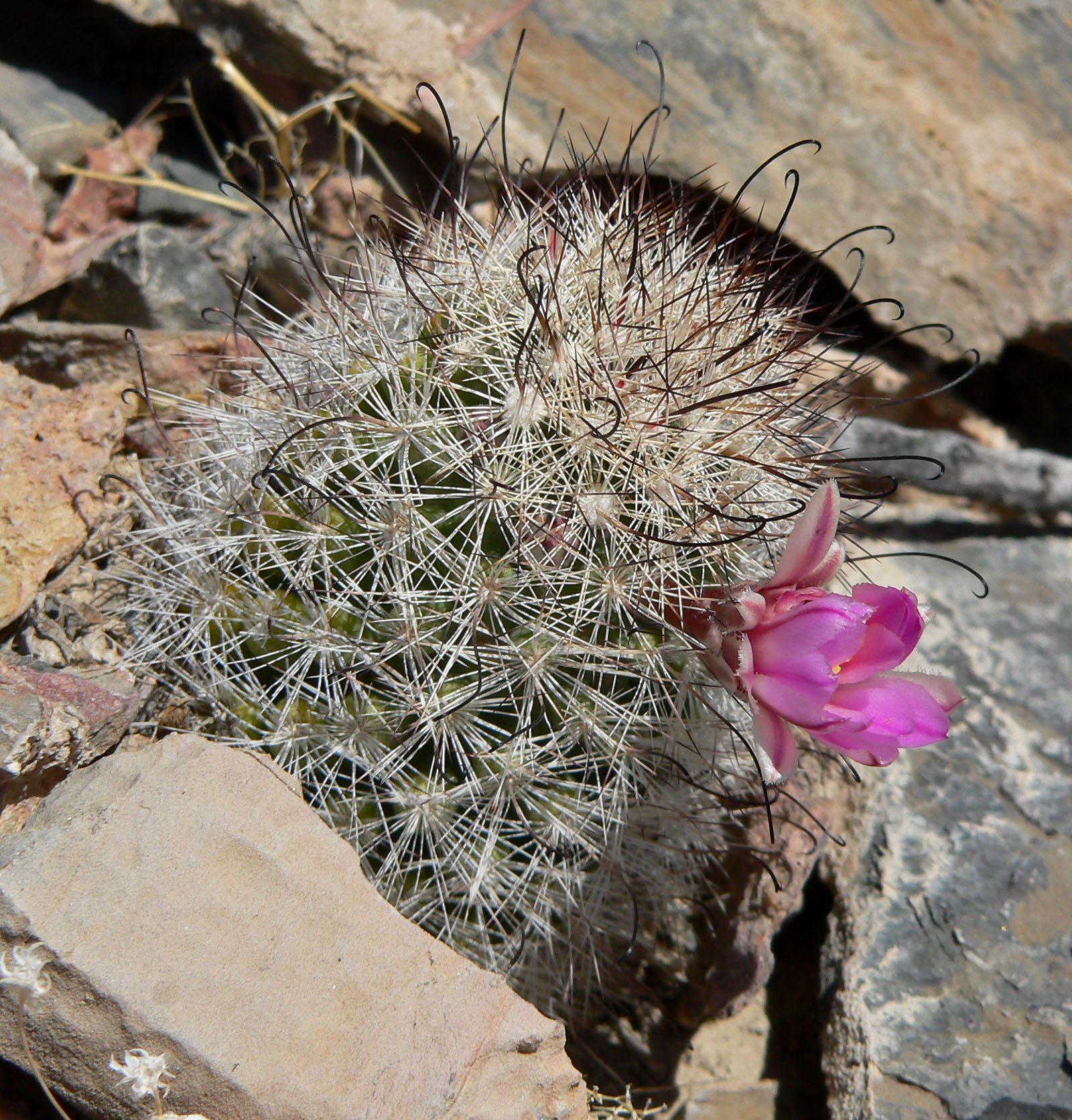
Квітуча Mammillaria tetrancistra в національному парку Долина Смерті, Невада, США

Вид вперше описаний американським ботаніком Джорджом Енгельманном (англ. George Engelmann, 1809—1884) у 1852 році у виданні англ. «American Journal of Science and Arts».

## Етимологія
Видова назва tetrancistra означає «чотирьохгачкова, чотирьохколючкова», що вказує на кількість і форму центральних колючок цієї мамілярії.

## Ареал і екологія
Ареал Mammillaria sphaerica охоплює південь США (штати Аризона, Каліфорнія, Невада, Юта) і Мексики (штати Баха-Каліфорнія, Сонора). Рослини зростають на висоті від 135 до 1000 метрів над рівнем моря в кам'янистому середовищі пустелі Мохаве і долині нижнього Колорадо, частини пустелі Сонора.

## Морфологічний опис
| Орган              | Опис |
| Рослини            | одиночні або формують групи. |
| Коріння            | бульбове. |
| Стебло             | циліндричне до яйцеподібного, до25 см заввишки, в діаметрі 3-8 см.                                                                            |
| Епідерміс          | блідо-зелений до сірого. |
| Маміли             | циліндричні, без молочного соку. |
| Ареоли             | |
| Аксили             | з щетинками. |
| Центральні колючки | 3-4, голкоподібні, коричневого відтінку або чорні, завдовжки 14-25 мм, прямі або одна сама нижня чи більше з гачками.                         |
| Радіальні колючки  | 30-60, в два ряди, з внутрішнього ряду колючки волосоподібні й білі, із зовнішнього ряду міцніші й білі з темними кінцями, завдовжки 6-10 мм. |
| Квіти              | лавандові з білим, до 25 мм завдовжки, в діаметрі 25-35 мм.                                                                                   |
| Бутони             | |
| Зовнішні пелюстки  | загострені, з виразною темнішою центральною смужкою.                                                                                          |
| Внутрішні пелюстки | |
| Тичинки            | |
| Маточка            | |
| Плоди              | червоні, до 12 мм завдовжки. |
| Насіння            | куполоподібне, чорне, вкрите рубчиками, з характерними коркоподібними придатками.                                                             |

## Чисельність, охоронний статус та заходи по збереженню

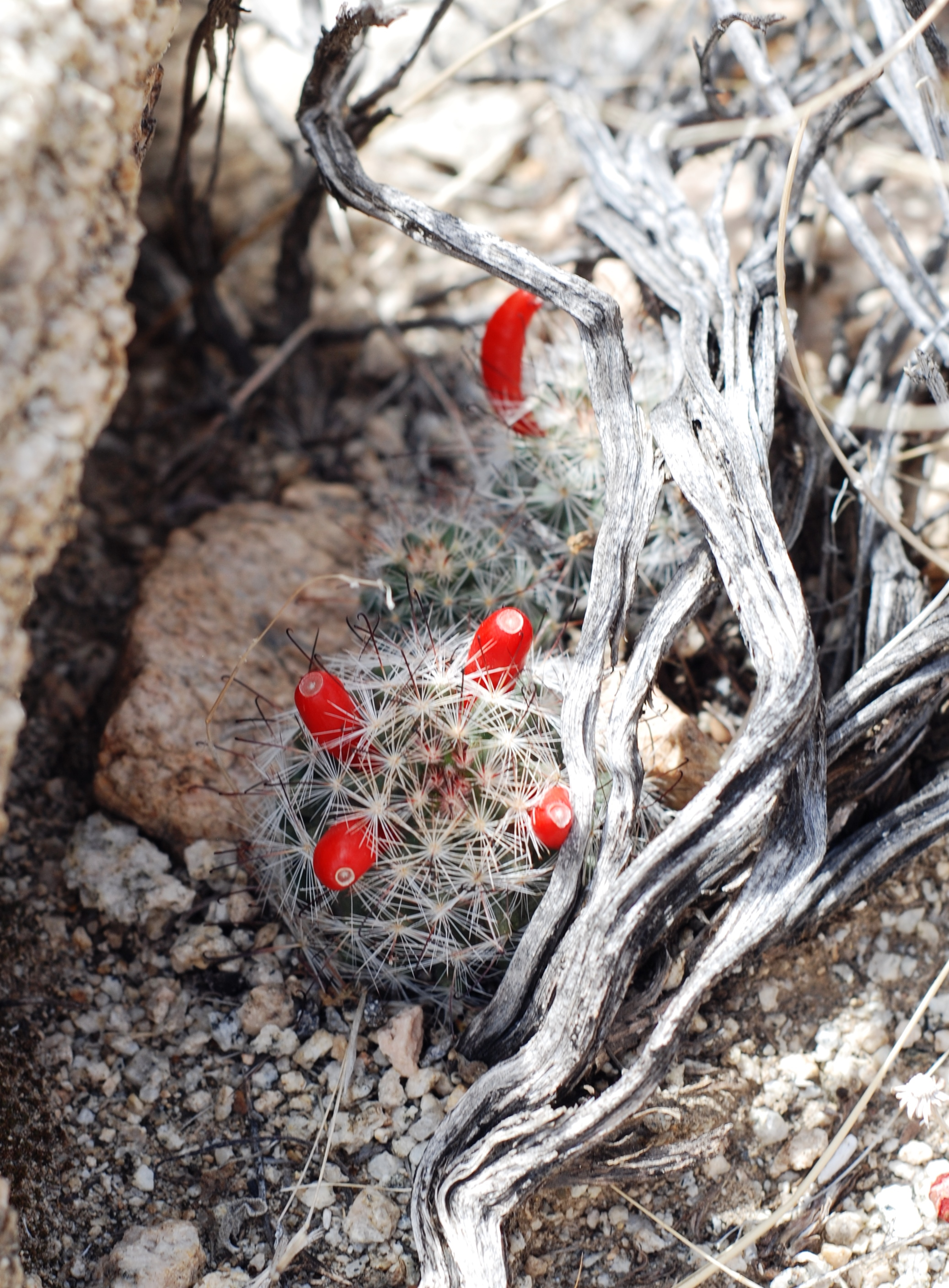
Mammillaria tetrancistra з ягодами в національному парку Джошуа—Трі, Каліфорнія

Mammillaria tetrancistra входить до Червоного списку Міжнародного союзу охорони природи видів, з найменшим ризиком (LC).
Mammillaria tetrancistra'' зустрічається на кількох природоохоронних територіях, в тому числі в національному парку Джошуа—Трі, національному парку Орган—Пайпс і на території пустель гір Віппл.
Поточний тренд чисельності рослин стабільний. Наразі серйозних загроз для цього виду не існує.
Охороняється Конвенцією про міжнародну торгівлю видами дикої фауни і флори, що перебувають під загрозою зникнення (CITES).